# Saint-Germain-Beaupré
Saint-Germain-Beaupré ist eine Gemeinde im Zentralmassiv in Frankreich. Sie gehört zur Region Nouvelle-Aquitaine, zum Département Creuse, zum Arrondissement Guéret und zum Kanton Dun-le-Palestel. Sie grenzt im Nordwesten an Bazelat, im Norden an La Chapelle-Baloue (Berührungspunkt), im Nordosten an Lafat, im Osten an Sagnat, im Südosten an Saint-Léger-Bridereix und im Südwesten an Saint-Agnant-de-Versillat.
Durch Saint-Germain-Beaupré führt die Via Lemovicensis, einer der vier historischen „Wege der Jakobspilger in Frankreich“.

## Geschichte
Saint-Étienne-de-Versillat war bis 1825 eine eigenständige Gemeinde und wurde dann nach Saint-Agnant-de-Versillat und Saint-Germain-Beaupré eingemeindet. An letztere ging der Weiler Lourioux.

### Bevölkerungsentwicklung
| Jahr      | 1962 | 1968 | 1975 | 1982 | 1990 | 1999 | 2008 | 2013 |
| --------- | ---- | ---- | ---- | ---- | ---- | ---- | ---- | ---- |
| Einwohner | 615  | 571  | 448  | 415  | 406  | 382  | 397  | 451  |

## Sehenswürdigkeiten
- Schloss von Saint-Germain-Beaupré aus dem 16. Jahrhundert, Monument historique
- Kirche Saint-Germain aus dem 15. Jahrhundert, Monument historique

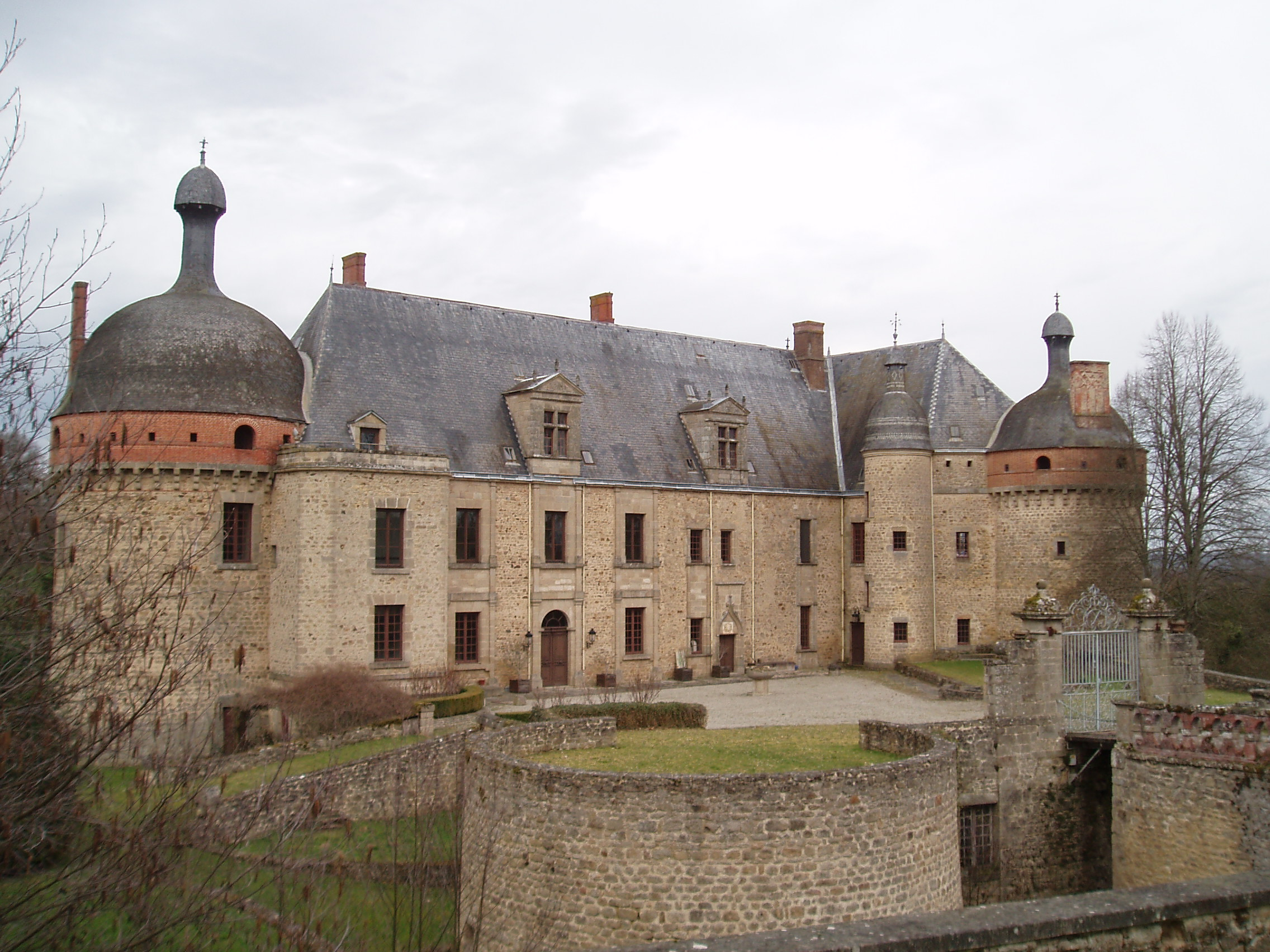
Schloss von Saint-Germain-Beaupré
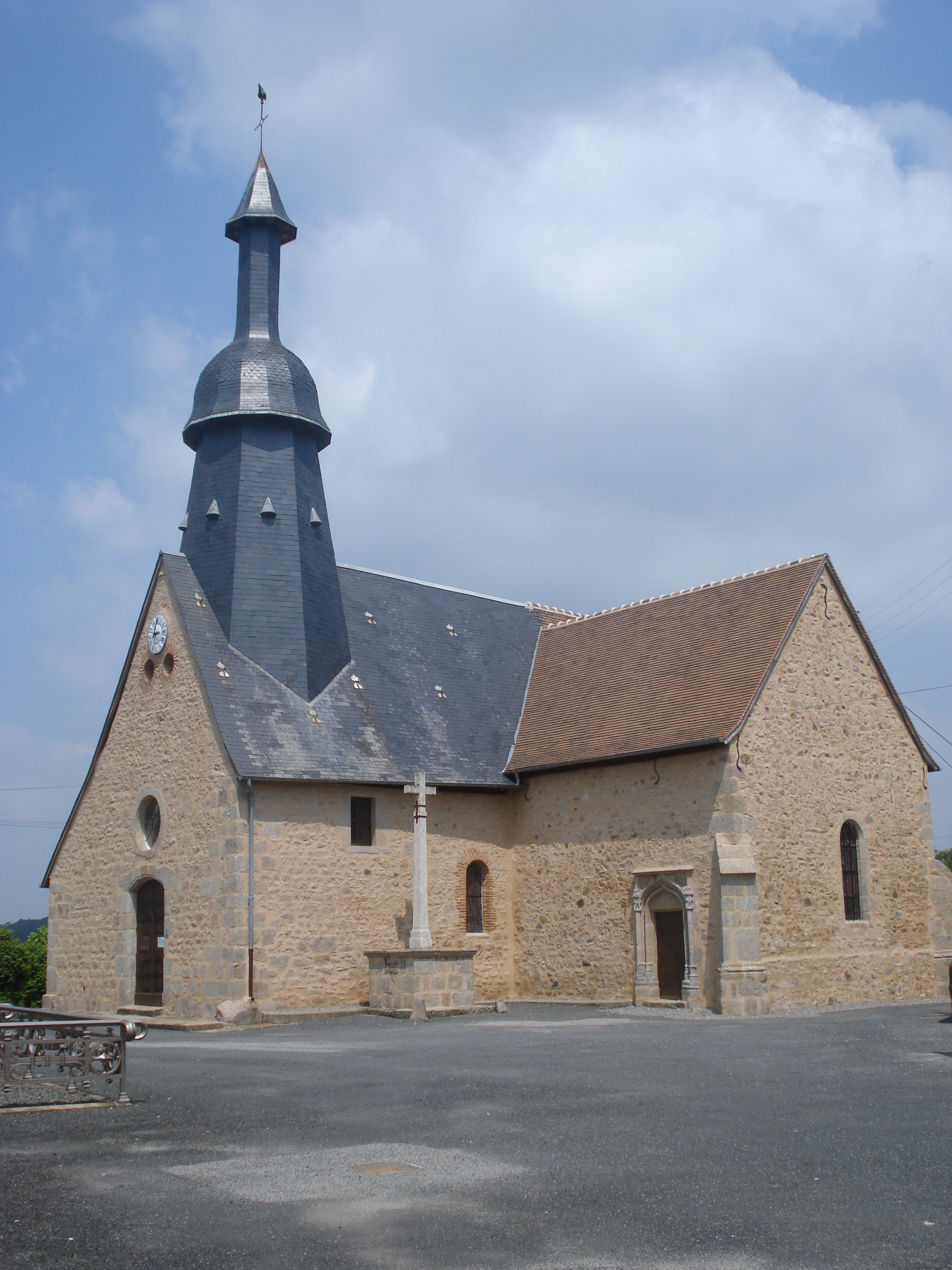
Kirche Saint-Germain

## Persönlichkeiten
Die Familie Foucault de Saint-Germain-Beaupré, die auch prominente Persönlichkeiten hervorbrachte, ist seit dem 11. Jahrhundert nachgewiesen.